# Thierry Casasnovas
Pour les articles homonymes, voir Casasnovas.
 (mars 2023).
Le texte peut changer fréquemment, n’est peut-être pas à jour et peut manquer de recul. 
Le titre et la description de l'acte concerné reposent sur la qualification juridique retenue lors de la rédaction de l'article et peuvent évoluer en même temps que celle-ci.
Thierry Casasnovas, né le 15 avril 1974 à Perpignan (Pyrénées-Orientales), est un entrepreneur et vidéaste web français controversé.
Boulanger de formation, il donne des conseils en matière de santé et nutrition sur le web, se référant à la naturopathie et à l'hygiénisme, déclarant notamment que l'ensemble des pathologies humaines découlent de l'alimentation et des conditions de vie. Il promeut la pratique du crudivorisme et du jeûne. Il travaille sur YouTube depuis janvier 2010, totalisant des dizaines de millions de vues. Il organise également des stages via l'association Régénère, dont il est le fondateur, qui commercialise en ligne divers objets et produits, en particulier des extracteurs de jus.
Certaines pratiques qu'il conseille sont considérées comme dénuées de fondement scientifique, voire dangereuses pour la santé par des diététiciens et médecins.
L'Union nationale des associations de défense des familles et de l'individu victimes de sectes (Unadfi) dénonce des pratiques relevant du charlatanisme ainsi qu'une emprise sectaire sur son public. Elle lui reproche d'encourager l'arrêt des traitements médicaux en cas de maladies.
À ce titre, il est suivi depuis août 2012 par la  Mission interministérielle de vigilance et de lutte contre les dérives sectaires (Miviludes) qui indique que des centaines de signalements lui sont parvenus. Une enquête à son sujet est ouverte à l'été 2020 par le parquet de Paris pour mise en danger de la vie d'autrui et en août 2021 pour « abus de faiblesse, exercice illégal de la médecine et pratique commerciale trompeuse ». Il est placé en garde à vue puis mis en examen en mars 2023.
Pendant la pandémie de Covid-19, il participe à la désinformation à propos de cette maladie.

## Biographie

### Enfance et formation
Thierry Casasnovas est né à Perpignan. Ses parents sont professeurs, sa mère enseigne les maths, son père l'écogestion et devient conseiller municipal jusqu'en 1995.
Après le lycée, il décroche son bac scientifique. Il est admis en maths sup, et obtient une maîtrise de physique[réf. nécessaire]. Il réussit le concours de professeur des écoles, intégrant l'IUFM à Montpellier.
Il a une formation de boulanger et serait par la suite devenu « boulanger itinérant » entre le Maroc, le cap Nord et des pays d'Europe de l'Est lors de périples à vélo.

### Vie de famille
Il a eu un fils — Isaac — avec une femme prénommée Marina en mars 2017 et une fille — Stella — avec une autre femme prénommée Estelle en 2021.

### Maladie

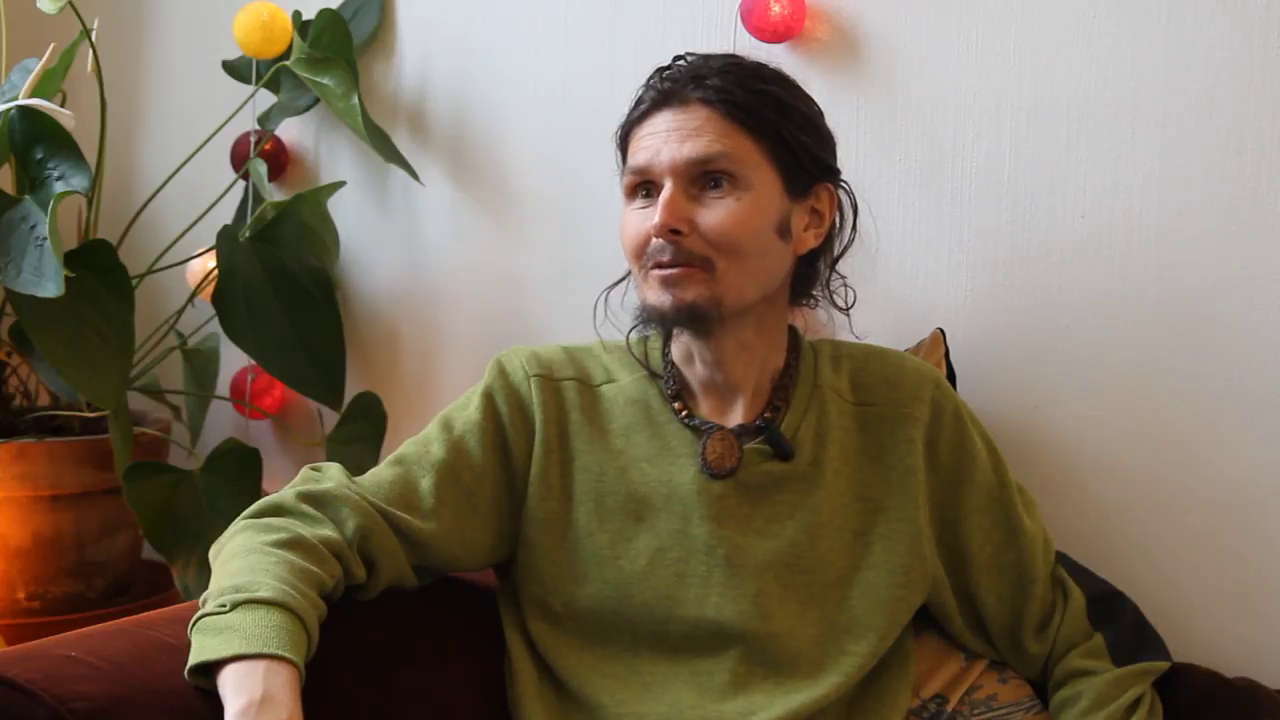
Thierry Casasnovas en 2013.

Thierry Casasnovas affirme qu'il a été gravement malade entre 2001 et 2007, souffrant d'hépatite C, de tuberculose avancée, de pancréatite aiguë , ,, d'infection à la salmonelle, de dépression, et qu'il a connu plusieurs arrêts cardiaques. Il aurait vu dans l'alimentation crue « sa dernière chance ».
En 2006, il séjourne trois semaines à l’Institut Hippocrate en Floride, centre consacré à « l’alimentation vivante » et à la « régénération ». Pour Pascale Duval — porte-parole de l’Unadfi —, ce passage a été déterminant dans le parcours de Casasnovas : « On retrouve très souvent l’Institut Hippocrate dans le parcours des gourous New Age. Il n’est pas devenu un gourou pour rien, mais parce qu’il en a fréquenté d’autres »,,.

### Activités en rapport au crudivorisme
Le 15 janvier 2010, Thierry Casasnovas fonde sa chaîne YouTube où il relate sa vie et donne son avis sur le crudivorisme.
Le 21 juin 2012, il fonde l'association Régénère, plate-forme d'organisation de stages et formations. En juillet 2014, Thierry Casasnovas affirme que l'association Régénère à but non lucratif ne perçoit sur l'activité commerciale de vente d'extracteurs de jus qu'« une petite commission »,,.
En 2019, il lance plusieurs formations, notamment sur l'hygiénisme et l'iridologie, pour un coût minimal de 200 euros chacune. Le chiffre d'affaires cette année-là est de 1,8 million d'euros, et il touche 61 251 euros de salaire via sa société Actinidia, avec laquelle il rachète le nom de l'association Régènère. Actinidia démarre en 2015, et, selon une membre de Régénère, Casasnovas commence par un salaire de 1 000 euros par mois, avec un objectif de se rémunérer essentiellement sur les dividendes. L'entrepreneur refuse de livrer ses comptes aux journalistes mais, selon lui, sa rémunération tourne autour de 2 500 euros par mois pour un chiffre d'affaires annuel de 150 000 euros, excepté l'année exceptionnelle de 2019.
En 2020 Thierry Casasnovas propose des formations thématiques à 300 euros par participant. Son chiffre d'affaires, la même année, est constitué pour l'essentiel par les formations. Les sessions « Cure de Jouvence » ou « Vieillir en santé » valent 300 euros et Thierry Casasnovas déclare en vendre plusieurs centaines par an. Le coût des stages monte jusqu'à 700 euros pour six jours, hors hébergement. Thierry Casasnovas affirme qu'une quinzaine de personnes vivent de cette activité, donc quatre salariés,. En 2022, 20 minutes, qui commente le rapport de la Miviludes de 2021, indique que Casasnovas est soupçonné d'exiger des rétributions financières « exorbitantes ».
D'après France bleu, Thierry Casasnovas retire des « revenus publicitaires conséquents » de sa chaîne YouTube (plus de 100 millions de vues). Néanmoins, YouTube démonétise sa chaîne durant le deuxième trimestre 2022.

### Popularité grandissante
Son audience se développe rapidement. En 2014, Rue89 qualifie le vidéaste de « star du « manger cru » sur YouTube malgré son discours douteux », et pour 20 Minutes, il est devenu en quelques années « le chef de file du crudivorisme, cette tendance à ne manger que des aliments crus pour recouvrer ou rester en bonne santé, selon lui ». En mars 2021, Europe 1 le qualifie de « puissant youtubeur complotiste », et estime que sa chaîne YouTube est « très suivie et influente », avec 526 000 abonnés. Pour France Info il est le « pape du crudivorisme » et pour L'Express, un « incontournable dans le monde des médecines et régimes alimentaires alternatifs ».
Des personnalités telles qu'Armelle Lesniak le suivent.

### Vie politique
Il est élu conseiller municipal aux élections de 2020 à Taulis. Il obtient 24 voix (soit 71 % des exprimés) et est élu dès le premier tour, étant donné qu'il y a autant de candidats que de sièges à pourvoir,.

### Remise en question de sa guérison
La chaîne YouTube « l'Extracteur » a remis en cause la biographie avancée par Thierry Casasnovas. En effet, en étudiant les 1 500 vidéos publiées par Thierry Casasnovas sur YouTube, ainsi que ses interventions sur différents forums, l'Extracteur a décelé dans son discours de nombreuses incohérences.
Dans un article de Society de mars 2021, des proches lui reprochent de ne pas appliquer ses propres conseils, en mangeant de la viande, en buvant de l’alcool et en fumant, et aussi d’avoir une attitude consumériste. Lors d'un entretien accordé au journal et après qu'on lui a fait remarquer l’incohérence et les contradictions qui émaillent son discours, il répond : « J’ai eu tendance à m’inventer une vie pour mieux me faire accepter des groupes. » Il évoque également des pertes de mémoire dues à un accident.
D'après son père : « C'est un communicant. » Un ancien copain dit de lui : « Il avait un côté mytho, pas fiable. On aurait dit que le mec avait déjà vécu cent cinquante ans. »

### Opposition à ses conférences
Thierry Casasnovas devait donner une conférence le 25 février 2023 au centre des congrès appartenant à la ville de Carcassonne. La conférence a été annulée après qu'un élu d'opposition et le syndicat Solidaires ont déclaré leur opposition à sa venue. Thierry Casasnovas a, à la suite de cette annulation, déclaré vouloir porter plainte.

### Mise en examen et contrôle judiciaire
Il est placé en garde à vue le 7 mars 2023, dans le cadre d’une information judiciaire ouverte à Perpignan, depuis l’été 2020 pour « exercice illégal de la profession de médecin », « abus de faiblesse », « blanchiment » et « pratiques commerciales trompeuses »,,, avec l'une de ses associées responsable de la comptabilité de ses différentes sociétés.
Le 9 mars, une information judiciaire est ouverte à la demande du parquet de Perpignan à son encontre pour « exercice illégal de la profession de médecin », « abus de faiblesse » et « pratiques commerciales trompeuses ».
Le 10 mars, il est mis en examen par un juge d'instruction du tribunal judiciaire de Perpignan des chefs d'abus de confiance, faux et usage de faux, exercice illégal de la médecine, exercice illégal de la pharmacie, pratiques commerciales trompeuses, abus de biens sociaux, blanchiment et abus de faiblesse. Il est placé sous contrôle judiciaire avec interdiction de participer à des stages ou formations en rapport avec la santé, le bien-être, l'hygiénisme ou la naturopathie, et d'organiser de tels stages ou formations,,,,,.
Pendant sa mise en examen, une cagnotte est organisée pour le soutenir. En trois jours, cette cagnotte récolte 94 000 €,,. La secrétaire d'État Sonia Backès déclare que c'est une « initiative indécente »,.
Début septembre 2023, il change d’avocat, choisissant Fabrice Di Vizio. Début novembre, après six mois de silence médiatique, il reprend la publication de vidéos.
En dépit des obligations de son contrôle judiciaire, Thierry Casasnovas continue à proposer des conférences et des séjours payants au cours de l'année 2024. Ces faits ont provoqué, à la demande du parquet de Perpignan, un renforcement de son contrôle judiciaire à la fin du mois de juin 2024. L'ordonnance rendue par le magistrat instructeur prévoit des obligations plus strictes s'agissant de la publication de vidéos en ligne et de l'organisation de stages. Thierry Casasnovas s'est désisté de l'appel qu'il avait interjeté contre cette décision,.
D'après une enquête du collectif L'Extracteur, publiée par le journaliste Victor Garcia, début 2025, Thierry Casasnovas contourne son contrôle judiciaire qui lui interdit de s'exprimer en matière de santé, en créant des vidéos via l'intelligence artificielle générative
.

## Polémiques et accusations

### Inefficacité et dangerosité des conseils

#### Conseils de nutrition et santé
Thierry Casasnovas se présente comme « un naturopathe, adepte du jeûne et du régime alimentaire cru ». Cependant, il n’a pas de formation scientifique, il fonde ses connaissances sur Internet, les livres qu’il a lus, et ses propres expériences personnelles. Selon Rue89, il « aime lancer pêle-mêle de nombreux termes techniques qui donnent l’impression d’un très grand savoir scientifique ».
Thierry Casasnovas est adepte de l'hygiénisme. Rue89 note qu’il est possible de voir dans une de ses vidéos que sa bibliothèque comporte des livres ésotériques et des publications proches de la théorie hygiéniste d’Herbert M. Shelton.
En 2014, Thierry Casasnovas déclare que « l’alimentation moderne est la source des maladies ». Selon Rue89, Thierry Casasnovas estime que la totalité des pathologies humaines découlent de l'alimentation et des conditions de vie, que ce soit le cancer ou la sclérose en plaques en passant par l'obésité et la dépression. Pour lui, les maladies sont le symptôme de la présence en surnombre de « toxines » et produits acides dans le corps. Il considère que l'espèce humaine mange actuellement tout au long de sa vie des aliments qui ne sont pas faits pour elle, remettant par exemple en cause le gluten et le lait. Il déclare que manger principalement des fruits et des légumes, majoritairement crus, est « ce qui a été prévu pour nous », et que cela détoxifie et désacidifie le corps. Il conseille en outre de prendre du temps pour se reposer, et d'arrêter de se « surstimuler »,.
Selon Rue89, les conseils de Thierry Casasnovas séduisent de très nombreux internautes. Dans les commentaires écrits sous ses vidéos, dont certaines ont plus de 100 000 vues, de nombreuses personnes témoignent se sentir mieux grâce à ses conseils. Pour expliquer pourquoi ceux qui suivent les conseils de Thierry Casasnovas se sentent mieux, Rue89 cite Laurent Chevalier, nutritionniste au CHRU de Montpellier, qui déclare : Thierry Casasnovas « dit qu'il faut se reposer plus, diminuer le café, le tabac et l'alcool, manger plus de fruits et légumes et moins de produits transformés. C'est du bon sens et en suivant ces conseils, on se sent forcément bien au bout de quelques jours, surtout si jusque-là, on mangeait mal. Mais, à long terme, il faut un équilibre avec notamment certains féculents, sinon on risque d'avoir des excès, par exemple de certains sucres difficiles à digérer, et bien sûr des carences ». Rue89 affirme aussi qu'il est possible, « en cherchant bien », de trouver des témoignages de personnes qui ont eu des problèmes de santé ou des problèmes familiaux après avoir suivi les conseils de Thierry Casasnovas. Rue89 cite Elodie, une blogueuse qui estime de manière générale que de nombreuses personnes quittent les mouvements alternatifs « en silence », car elles sont devenues des « pestiférées » « honteuses » après avoir connu l'échec avec les pratiques alimentaires concernées.
Rue89 déclare que les préceptes de Thierry Casasnovas sont « considérés comme fumeux par les nombreux spécialistes de la nutrition » que le journal a contactés. Commentant les préceptes de Thierry Casasnovas, Rue89 affirme que « la cuisson n’est pas une ennemie » avant de rapporter les propos de Jean-Paul Blanc, diététicien-nutritionniste. Ce dernier estime que si les crudités présentent de « véritables bénéfices », le gain en fibre ayant selon lui un « impact positif » sur le transit intestinal, l'« énergie » et la « santé en général », cependant « la cuisson à la vapeur ou à l’eau rend aussi les aliments plus faciles à digérer » et que si la cuisson des aliments a l'inconvénient de faire disparaître une partie des vitamines et nutriments, il est possible d'y remédier par des températures de cuisson basses ou en consommant l'eau de cuisson en bouillon.
D'après 20 Minutes, la mouvance crudivore à laquelle appartient Thierry Casasnovas s'appuie sur le fait que lorsqu'on chauffe les aliments, à partir d'une certaine température, « les minéraux, vitamines ou enzymes nécessaires à l’organisme peuvent être altérés ».
François Morel, chirurgien cancérologue à Rouen, affirme : « Dans ses paroles, il y a toujours un fond scientifique qu'il pervertit totalement pour le faire coller à son idéologie ».
Le magazine télévisé Temps présent de juillet 2018 porte sur l'« obsession de manger sain » et mentionne Thierry Casasnovas. La rédaction affirme qu'« après plusieurs échanges » Thierry Casasnovas a annulé leur « rendez-vous ». Le numéro diffusé vise par exemple les effets néfastes de pratiques alimentaires vécues sur un mode « obsessionnel », dont l'orthorexie.
L'UNADFI considère que Thierry Casasnovas est un charlatan qui invite ses abonnés à manger cru pour traiter le diabète ou la dépression. Selon Europe 1, Thierry Casasnovas laisse « entendre que les cancers peuvent être soignés par des jus de fruits ».
Dans ses stages, il encourage la pratique du « sungazing », le fait de regarder le Soleil tous les matins plusieurs secondes à ses adeptes, censé améliorer la vue.
D'après Jean-Michel Lecerf, chef du service nutrition de l'Institut Pasteur de Lille, cité par Rue89, l'acidité dont parle Thierry Casasnovas fait référence à l'équilibre acido-basique du sang, qui est un élément effectivement très important. Mais selon Jean-Michel Lecerf, seul le cas extrême d'une alimentation essentiellement carnée et sans aucun fruit et légume peut conduire à un léger déséquilibre, tandis que manger « uniquement des fruits et légumes, c'est n'importe quoi, c'est de l'antinutrition ».
Thierry Casasnovas préconiserait le jeûne alimentaire pour la prévention du cancer et de la sclérose en plaques.
D'après Sonia Backès, secrétaire d'État chargée de la Citoyenneté, Thierry Casasnovas affirme que manger cru guérit du cancer, ce qui « pose un grave problème de santé publique ».

#### Autour du diabète
Le docteur en physiologie et spécialiste du diabète Filipe de Vadder dénonce des propos erronés et dangereux de Thierry Casasnovas au sujet de cette maladie.
D'après Futura Science, un adolescent a dû être hospitalisé après avoir suivi les conseils de Thierry Casasnovas.

### Rejet de la médecine conventionnelle
Le vidéaste accuse de nombreux traitements et examens de la médecine d’être nocifs ou inefficaces, comme la plupart des médicaments, les mammographies, qu'il accuse de causer le cancer du sein, et la chimiothérapie,. Il s'oppose aux vaccinations et, malgré les preuves scientifiques, il affirme que le virus de l'immunodéficience humaine (VIH), responsable du syndrome d'immunodéficience acquise (SIDA), n'existe pas. D'après le psychosociologue Sylvain Delouvée, Thierry Casasnovas fait croire à des personnes fragiles et souffrantes que la science et la médecine classique traditionnelle contribuent à rendre malades celles-ci.
Thierry Casasnovas cite régulièrement Guy-Claude Burger, fondateur de l'instinctothérapie, et le nutritionniste controversé Brian Clement, directeur d'un centre en Floride, des personnes qui rejettent en bloc l'institution médicale, selon Pascale » Duval, qui a interviewé Thierry Casasnovas. « Les gourous parlent souvent de l'influence d'autres gourous.  ».

### Désinformation sur la pandémie de Covid-19
Pendant la pandémie de Covid-19, la Mission interministérielle de vigilance et de lutte contre les dérives sectaires (Miviludes) s'inquiète du « nouveau positionnement », « plus politique », de Thierry Casasnovas, qui amène « une vision du monde qui fait système pour certains ». La Miviludes estime qu'il s'agit de théories complotistes, et que celles-ci, d'une manière générale, font de l'audience et peuvent être en soi très rémunératrices.
En mars 2020, le médecin Cyril Vidal, président de l'association FakeMed, un collectif de professionnels de santé et de citoyens mobilisés pour contrer les infox dans le domaine de la santé, dénonce, dans le magazine L'Express, la dangerosité des recommandations de Thierry Casasnovas, à propos de la pandémie de Covid-19 en cours de développement dans le monde. Sur sa chaîne YouTube, le vidéaste web donne divers conseils pour lutter contre le virus SARS-CoV-2. Selon Cyril Vidal, Thierry Casasnovas recommande le jeûne, le manger cru et les contacts physiques. Le vidéaste suggère dans une vidéo du 28 avril 2020 supprimée plus tard, qu'il est facile de soigner cette maladie par des bains froids, des jeûnes et du jus de carottes.
En avril 2020, un article du Parisien consacré aux charlatans liés au coronavirus cite Thierry Casasnovas et ses décoctions.
Mediapart relève qu'à l'occasion de la pandémie il offre aussi une caisse de résonance aux théories conspirationnistes sur cette maladie, en particulier lorsqu'il publie une vidéo commune de deux heures avec Jean-Jacques Crèvecœur, dans laquelle il explique vouloir « révéler ce qui est caché » et « proposer une autre histoire » sur la pandémie,. En juin, Dieudonné remet à Thierry Casasnovas une quenelle d'or dans la catégorie Lanceurs d'alerte,.
Une étude de sciences comportementales de juillet 2020 travaillant sur les mécanismes cognitifs des individus ayant soutenu les affirmations du professeur Didier Raoult durant la pandémie souligne le rôle joué par les promoteurs de la pensée intuitive et des pseudomédecines, parmi lesquels figurent ceux que l'étude qualifie de « gourous des pseudomédecines », citant Thierry Casasnovas.
En janvier 2021, un article de L'Express inclut Thierry Casasnovas dans les guérisseurs « niant l'épidémie » . Le journal fait état de ses  « diatribes complotistes antimasque, antivaccin, antistratégie gouvernementale » pendant la crise sanitaire lié à la Covid-19,. France Info rapporte également que Thierry Casasnovas donne des recettes censées améliorer l'immunité et lutter contre la Covid-19 .

### Accusations de dérives sectaires

#### Un gourou se rémunérant sur des conseils dangereux?
Le Soir cite Thierry Casasnovas comme faisant partie des « gourous autoproclamés » du « milieu du crudivorisme », et indique qu'il « prétend s’être guéri d’une tuberculose avancée, d’une hépatite C et d’une pancréatite aiguë grâce à une alimentation vivante ». Cette déclaration de Thierry Casasnovas est également relevée par L'Expansion, qui ajoute que Thierry Casasnovas conseille à ses abonnés de l'imiter pour guérir de leur « cancer […] diabète ou […] dépression ». L'Expansion conclut : « des conseils bidons, une importante communauté, de l'argent : il n'en fallait pas plus pour alerter la Miviludes, la mission interministérielle chargée de repérer et de lutter contre les dérives sectaires »,. Rue89 relève de nombreux conseils et préceptes de Thierry Casasnovas, notamment ceux concernant le cancer : selon Rue89, Thierry Casasnovas conseille de renoncer à la chimiothérapie, qui « ajoute de la toxicité à la toxicité de notre corps », et il estime que le cancer n'est « rien de très grave », qu'il suffit pour l'éviter de faire des choses qui paraissent « tout[es] bête[s] », comme manger « des fruits et légumes parce que c’est la nourriture qui est faite pour toi ».
En novembre 2014, Rue89 publie un article sur Thierry Casasnovas, et reçoit ensuite de très nombreux messages de personnes témoignant « de la dérive d'un de leurs proches après le visionnage des vidéos de Thierry Casasnovas ». Selon Le Soir, sur son site, Thierry Casasnovas « se prémunit d’emblée contre toute attaque pour exercice illégal de la médecine avec un grand placard revendiquant la liberté d'expression et rappelant que la consultation de son site ne remplace en aucune façon une consultation médicale ». BFM TV note qu'en 2020 un avertissement est présent sur la page de présentation de sa chaîne YouTube : il y indique que ses conseils ne doivent pas être mis en œuvre avant consultation d'un médecin.
Selon LCI, alors que la notoriété de Thierry Casasnovas augmente pendant la pandémie de Covid-19, ce dernier « arrondit les angles, supprime des vidéos ou en modifie le titre ». C'est le cas par exemple avec une vidéo intitulée « soigner tous les diabètes en 20 minutes » renommée par la suite « comprendre les diabètes ». LCI cite le collectif L'Extracteur qui accuse Thierry Casasnovas en 2020 ainsi : « depuis plusieurs semaines, il modifie les titres et descriptions, ajoute du conditionnel, rappelle qu'il n'est responsable de rien et complexifie son discours afin de diluer sa responsabilité ».
Selon L'Express, des proches des « adeptes » de Casasnovas sonnent souvent l'alarme et leurs témoignages dessinent des « récits de rupture », où les « convertis » modifient leur alimentation, arrêtent des traitements médicaux même pour une maladie grave comme le cancer métastasé, font des sauts à trampoline pour « faire circuler la lymphe » en espérant y gagner une meilleure immunité, et n'acceptent « aucune critique constructive » sur Casasnovas.
D'après Gilbert Klein, président du Centre laïque pour la prévention du sectarisme, Thierry Casasnovas est un « gourou 2.0 ».
Thierry Casasnovas a investi dans l'immobilier. Il possède un mas à Céret, une maison dans la vallée du Vallespir et d'autres terrains. Il gagne sa vie via la vente d'extracteurs, mais aussi les dons qu'il reçoit via PayPal. Il touche ainsi jusqu'à 3000 € par mois. Il touche également de l'argent via ces conférences. En juillet 2015, il fonde la société Actinidia avec son ex-femme qui centralise toutes ses activités. L'année suivante, il crée sa première SCI (société civile immobilière) et acquiert le mas de Bonne nouvelle, à Taulis. Le lieu deviendra d'ailleurs le siège social d'Actinidia en 2018. Il lance en 2016 des formations pour devenir coach de la « régénération » pour porter son discours en France. La même année, Actinidia. Il fait 45 000 euros de résultat net pour un chiffre d'affaires de 1,9 million d'euros.
En 2020, il crée un magazine trimestriel à 20 euros et élargit encore son panel d'abonnés en surfant sur la crise du Covid.
Le 10 mai 2023, France Inter diffuse un reportage de 55 minutes sur Thierry Casasnovas, « l’ascension du gourou crudivore et conspirationniste », le 5 août, Le Parisien diffuse un podcast « Qui est Thierry Casasnovas, le gourou crudivore soupçonné d' "abus de confiance" ? ».

#### Autres similitudes avec les mouvements sectaires
En novembre 2014, d'après Rue89, Thierry Casasnovas utilise des « méthodes clairement sectaires », notamment en misant sur la peur et « les légitimes inquiétudes alimentaires du moment autour de la viande, du gluten, des additifs et des pesticides [...] pour vous convaincre d’acheter ses produits » et regarder ses vidéos.
Selon une ancienne participante d'un stage de naturopathie organisé par Régénère : « il y avait même comme des séances de prières, subtilement il trouvait le moyen de faire passer un message religieux. Ce n'était pas du tout l'idée du stage, ce n'était pas prévu […] J'ai pensé qu'il s'apparentait à un gourou, et que ses activités étaient sectaires ».
Dans le livre Management et spiritualité de Jean-Yves Duyck, Gaëlle Moal-Ulvoas, et Catherine Voynnet-Fourboul, les auteurs estiment qu'il y a deux récits qui se développent sur Thierry Casasnovas. D'un côté se trouve le récit des adeptes, qui ont changé d'alimentation et pensent que le monde irait mieux si tout le monde suivait Thierry Casasnovas. Selon les trois auteurs, ces adeptes ont un ensemble de « croyances, plus ou moins exactes », notamment que les extracteurs de jus conservent les nutriments des aliments, que les jus ne nécessitent aucune digestion, que le procédé d'extraction élimine ce qu'ils appellent la « pollution », que les jus de légumes éliminent du corps les impuretés et préviennent les maladies, etc. Certains adeptes passent par les étapes de débutants, initiés, experts, et « évangélistes ». De l'autre côté se trouvent les détracteurs, qui avancent que Thierry Casasnovas aurait été disciple de Raël et qu'il existerait une filiation sectaire entre eux. À la suite d'une mésentente, Thierry Casasnovas se serait détourné de Raël et aurait alors étudié les problématiques écologiques et humanistes soulevées par Pierre Rabhi. De ce dernier, Thierry Casasnovas reprendrait le concept de « révolution intérieure », qui, selon les trois auteurs, explique le succès de Casasnovas. Ce dernier attribue les maladies à l'ignorance et à l'individu lui-même. L'individu reprendrait le contrôle de sa vie en connaissant les « lois » et en s'intéressant à la cause et non au symptôme. Selon ces auteurs, « ce processus de culpabilisation de ces individus en quête de sens, rend visible le rôle central de la croyance dans la diffusion, puis la réception de l'invention technique de l'extracteur de jus ».

#### Surveillance par la Miviludes
En 2014, la Mission interministérielle de vigilance et de lutte contre les dérives sectaires (Miviludes) dit suivre ses vidéos à partir d'août 2012. Audrey Keysers, de la Miviludes, déclare : « Le problème, c'est qu'il va jusqu'à qualifier la chimiothérapie de mort au rat ! Il appelle à remplacer les médicaments par le crudivorisme et non en complément, là, c'est la ligne rouge. On parle alors de perte de chance ». En 2014 toujours, Serge Blisko, président de la Miviludes, affirme également que Thierry Casasnovas est bien connu dans le service, et qu'ils ont reçu « des dizaines et des dizaines de messages à son propos, de gens surpris, en colère, ou parfois qui ont été abusés ». D'après Serge Blisko, la surveillance de Thierry Casasnovas a conduit à « une procédure d’interdiction de vendre par lui-même des plantes aromatiques, après un signalement au conseil national de l’Ordre des pharmaciens ». Mais Serge Blisko affirme qu'il lui serait difficile de faire interdire la publication de vidéos par Thierry Casasnovas : « C’est toute la difficulté de notre métier, il n’est pas médecin, il n’a pas d’officine ou de bureau, il ne s’autorise que de lui-même [...]. C’est un combat à armes inégales, inconsciemment aidé par ceux qui les regardent. [...] On essaye de compléter notre dossier, on n’a rien déposé aujourd’hui devant le procureur de la République parce qu’on n’a pas envie d’avoir un non lieu. ». Thierry Casasnovas a selon lui « une véritable emprise mentale sur ses abonnés. Certains se sont laissé embobiner. Ils étaient fragilisés et prêts à tout pour éviter la chimiothérapie ou une chirurgie invalidante. Ils ont tenté les jus à la place. ». Serge Blisko ajoute ne pas avoir, jusqu'alors (2014), « eu connaissance de cas dramatique ».
En 2018, sur demande de Thierry Casasnovas, la Miviludes lui envoie un courrier pour expliquer qu'elle estime que ses méthodes « présentent des risques pour la santé des adeptes », mais qu'elle « ne fait pas état de dérives avérées » le concernant.
En 2019, selon la Miviludes, Thierry Casasnovas a fait l'objet de plus de quatre cents signalements depuis 2016, dont plus de 250 en 2017, émanant de citoyens inquiets ou de proches des victimes. Selon la Miviludes, ces signalements contiennent des éléments suggérant une emprise mentale. Pour Marie Drilhon, présidente de l'Association de défense des familles et de l’individu victimes de sectes, l'emprise sectaire se caractérise par une rupture avec soi-même (certains auditeurs de Casasnovas ont changé brusquement d'alimentation), par une rupture avec son environnement (ce qui a pu arriver lorsque les proches n'adhèrent pas aux principes de Casasnovas), et par la rupture avec la société et ses règles (par exemple le refus de la vaccination). Aucune plainte n'avait toutefois été déposée contre Thierry Casasnovas en 2019 ; Audrey Keysers, de la Miviludes, estime que « les gens qui se sont fait avoir n'osent pas le dénoncer. Ils ont souvent honte ».
En 2020, le docteur Bruno Boyer, président de la section santé publique du Conseil national de l'Ordre des médecins, estime que ce n'est pas tant les conseils de Thierry Casasnovas qui sont en cause, mais son attitude dogmatique proche du religieux qui conduirait certaines personnes suivant ces conseils à se détourner des traitements médicaux susceptibles de les soigner,.
Au printemps 2020 se crée le collectif « L'Extracteur », qui alerte sur les dangers de la « méthode Casasnovas »,.
Pendant l'été 2020, à la suite d'un signalement de la Miviludes, une enquête est ouverte à son sujet par le parquet de Paris, au nom de l'article 40 du Code de procédure pénale, pour « mise en danger de la vie d'autrui »,,. Au mois d'octobre, il supprime plus d'un millier de vidéos de sa chaîne YouTube, parmi lesquelles celles sur le diabète. BFM TV rapporte les propos de Thierry Casasnovas affirmant que « la maladie n'existe pas » et qu'il est possible de combattre certains symptômes sans traitements médicaux. En décembre 2020, la porte-parole de l'Union nationale des associations de défense des familles et de l'individu victimes de sectes (UNADFI) considère qu'il est avec Jean-Jacques Crèvecœur et Christian Tal Schaller l'un des principaux influenceurs sur YouTube dont le discours s'apparente à une emprise sectaire.
Le 7 mars 2021 sur France 5 est diffusé le reportage « La Fabrique du mensonge », dont la deuxième partie est consacrée à Thierry Casasnovas, et dépeint ce dernier comme un « gourou » suivi par « des milliers d’adeptes qui suivent ses régimes jusqu’à mettre parfois leur santé en péril ».
Il est mentionné dans le rapport d'activité 2021 de la Miviludes qui signale qu'il a été visé par 54 saisines,,,,. Selon elle, « l’emprise mentale qu’exercerait cet individu sur des personnes fragiles (...), le discours antisocial et le caractère exorbitant des exigences financières sont de nature à favoriser une dérive sectaire. ».

#### Enquête de l'OCRVP
Le 29 juillet 2020, l'Office central pour la répression des violences aux personnes (OCRVP) ouvre une enquête à l'encontre de Thierry Casasnovas sous le chef de mise en danger de la vie d'autrui,,.

#### Plainte de l'UNADFI
En mai 2021, l'UNADFI porte plainte contre lui pour abus de faiblesse, escroquerie, exercice illégal de la médecine et de la pharmacie et mise en danger délibérée d'autrui,. Depuis le 3 août 2021, une information judiciaire est ouverte à son encontre par le parquet de Perpignan pour « abus de faiblesse, exercice illégal de la médecine et pratique commerciale trompeuse »,. Le 16 février 2022, son domicile de Maureillas-las-Illas est perquisitionné par des gendarmes de la section de recherches de Montpellier et de l’Office central de lutte contre les atteintes à l’environnement et à la santé publique (OCLAESP).

#### Influence sur ces adeptes
À la suite de la mort d'une femme de 56 ans qui avait préféré jeûner plutôt que de suivre sa chimiothérapie, son fils témoigne que Thierry Casasnovas avait une importante aura auprès de sa mère.

### Liens avec l'extrême droite
Son discours opposé à la médecine conventionnelle plaît à une partie de l'extrême droite. À partir de 2014, l'association Égalité et Réconciliation, fondée notamment par Alain Soral, relaie et invite Thierry Casasnovas. Thierry Casasnovas anime des conférences chez cette association à Roanne. Il se rapproche aussi de la mouvance d'extrême droite conspirationniste en invitant Dieudonné lors d'un festival sur le crudivorisme en 2019,,. L'année suivante, Dieudonné lui remet une « quenelle d'or » dans la catégorie « lanceurs d'alerte », lors du « Bal des quenelles » qu'il organise à son domicile,,. Par la suite Thierry Casasnovas s’éloigne progressivement des conseils centrés sur l’alimentation, et du « dogme du cru », pour transmettre un message holistique, ce qui pour le collectif l’Extracteur ne serait qu’une façade pour lisser son image car il adresserait toujours depuis un message anti-médecine, ce qui entrainerait un refus des soins de ses adeptes. Selon la sociologue et nutritionniste Emmanuelle Lefranc, il adopte alors une posture de « penseur critique de nos modes de vie » et un discours eschatologique. Sa popularité sur YouTube explose, et il devient un personnage public, en élargissant son audience auprès de personnes doutant des autorités institutionnelles, politiques, scientifiques et médicales.
Selon Libération, Thierry Casasnovas, qui exprime son opposition à l'interruption volontaire de grossesse, fait partie de « mouvances d’extrême droite, complotistes ou covidosceptiques [qui] font preuve d’une propagande intensive contre l’avortement ».

### Doctolib et liens avec Irène Grosjean
En 2022, une polémique éclate sur la présence de naturopathes dans Doctolib, l'Ordre des médecins estimant notamment que la plateforme « ne peut laisser s’installer une confusion entre professionnels de santé et personnes ne s’inscrivant pas dans l’exercice médical ». Doctolib supprime alors 17 profils de naturopathes étant proches des théories de Thierry Casasnovas et d’Irène Grosjean, qui sont selon 20 minutes « deux personnalités influentes dans le milieu mais aux positions discréditées »[pertinence contestée].
Par ailleurs, le média Madmoizelle note que Thierry Casasnovas fréquente Irène Grosjean.

### Détournements de fonds
Fin 2014, Nicolas Wailer, directeur de la société Groupe Altra et ancien partenaire de l'association Régénère avec laquelle il s'est brouillé, dit avoir été chargé de l'aspect commercial de l'activité de Thierry Casasnovas qui ne souhaitait pas « apparaître comme quelqu’un dans le commerce », et indique que les produits en vente rapporteraient plusieurs centaines de milliers d'euros. Il fournit à Rue89 des documents montrant que les ventes des produits, notamment les extracteurs de jus, ont rapporté « plus de 210 000 euros de commissions à l'association pour les seuls cinq mois de février à mai 2014 » et que, pour le mois de septembre 2014, 893 extracteurs ont été vendus, rapportant une commission à l'association de « 40 000 euros » pour ce seul mois. D'après Rue89, un extracteur de jus vendu sur le site de Thierry Casasnovas coûte environ 300 euros, pour un coût d'achat en Corée d'environ 150 euros, avec une commission pour l'association « d’au moins 36 euros nets ».
Thierry Casasnovas ne conteste pas les informations données par Altra, mais déclare : « il n’y a pas d’histoire d’argent sinon celle d’une association à but non lucratif employant (directement en salariat ou indirectement sous forme de contrats externes) douze personnes et donnant gratuitement tout. Que des marchands se fassent des marges colossales pour s’enrichir personnellement ne semble poser de problème à personne mais qu’une association gagne de l’argent sous forme de commissions sur des ventes tout en utilisant cet argent pour offrir gratuitement semble être un parjure… ». La société Groupe Altra publie alors un enregistrement audio réalisé par Thierry Casasnovas en juin 2014, où il s'adresse à l'un de ses partenaires commerciaux et présente des projets de ventes d'extracteurs de jus et de bar à jus – propos jugés par L'Obs très différents de sa déclaration.

## Filmographie
Thierry Casasnovas intervient dans deux films documentaires réalisés par Alexandre Ferrini : Régénération, sorti en 2018, avec Joël de Rosnay, Idriss Aberkane, Thierry Janssen et Gilles Boeuf,, et Vivante !, sorti le 28 octobre 2020,.